# Musikjahr 1849
Liste der Musikjahre

◄◄ | ◄ | 1845 | 1846 | 1847 | 1848 | Musikjahr 1849 | 1850 | 1851 | 1852 | 1853 | ► | ►►

Weitere Ereignisse
Dieser Artikel behandelt das Musikjahr 1849.

## Instrumental und Vokalmusik (Auswahl)
- Franz Berwald: Klaviertrio Nr. 1 Es-Dur;  Streichquartett Nr. 2 A-Moll; Streichquartett Nr. 3 Es-Dur; Gustaf Wasas färd till Dalarna (Vokalwerk)
- Niels Wilhelm Gade: Oktett für 4 Violinen, 2 Violen und 2 Violoncelli op. 17; Sonate für Violine und Klavier op. 21
- Franz Lachner: Streichquartett Nr. 4 d-Moll op. 120; Streichquartett Nr. 5 G-Dur op. 169
- Franz Liszt: Tasso: Lamento e Trionfo S.96. Erste Fassung, eine von August Conradi angefertigte Orchesterversion eines früheren Klavierstücks, des ersten Stücks einer Frühversion von Venezia e Napoli, im August 1849 entstanden wird am 28. August 1849 als Ouvertüre zu Goethes Tasso in Weimar aufgeführt
- Otto Nicolai: Der 31. Psalm für achtstimmigen Chor a cappella
- George Onslow: Fantasie für Klavier über l’Ange Gardien; Septett für Klavier, Bläser und Kontrabass op. 79
- Franz Schubert: Posthume Uraufführung der 4. Sinfonie am 19. November in der Buchhändlerbörse in Leipzig
- Robert Schumann: Adagio und Allegro; op. 70; Spanisches Liederspiel op. 74; Vier Märsche op. 76; Waldszenen op. 82; Zwölf Klavierstücke zu vier Händen für kleine und große Kinder op. 85; Drei Romanzen für Oboe und Klavier op.94; Requiem für Mignon aus Goethes Wilhelm Meister op. 98b;
- Johann Strauss (Sohn): Einheits-Klänge op. 62; Fantasiebilder op. 64; D’Woaldbuama op. 66; Aeols-Töne op. 68; Scherz-Polka op. 72; Kaiser-Franz-Joseph-Marsch op. 67; Künstler-Quadrille (1849) op. 71

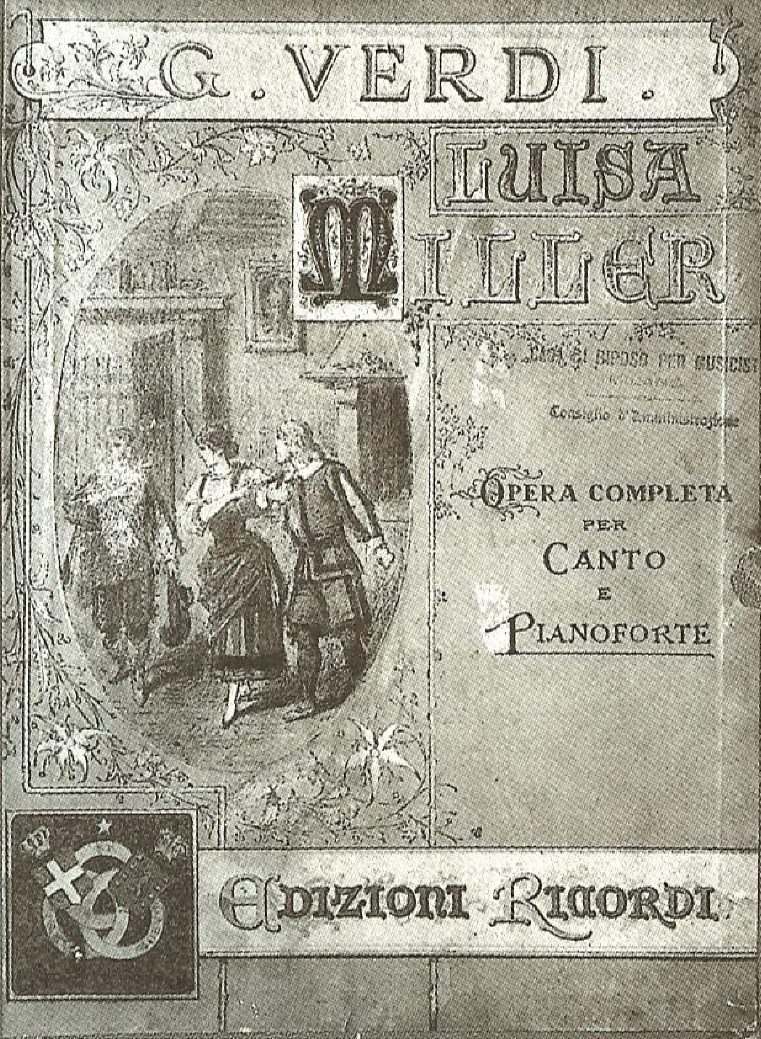
Klavierauszug Luisa Miller von 1849

## Musiktheater
- 27. Januar: Uraufführung der Oper La battaglia di Legnano von Giuseppe Verdi Rom, (Teatro Argentina)
- 09. März: Die komische Oper Die lustigen Weiber von Windsor von Otto Nicolai mit dem Libretto von Salomon Hermann Mosenthal nach der gleichnamigen Komödie von William Shakespeare hat am Königlichen Opernhaus in Berlin ihre Uraufführung. Das Werk, das vom Komponisten selbst dirigiert wird, feiert sofort einen fulminanten Erfolg.
- 16. April: Giacomo Meyerbeers Oper Le prophète (Der Prophet) mit dem Libretto von Eugène Scribe und Émile Deschamps wird an der Grand Opéra Paris uraufgeführt.
- 18. Mai: Uraufführung der Oper Le toréador ou L’accord parfait von Adolphe Adam in Paris
- 19. oder 22. Mai: Uraufführung der Oper Cristina, regina di Svezia von Jacopo Foroni auf ein Libretto von Giovanni Carlo Casanova im Königliches Theater in Stockholm
- 01. Oktober: Uraufführung der komischen Oper La fée aux roses von Fromental Halévy an der Opéra-Comique in Paris
- 08. Oktober: Uraufführung des Balletts Le filleule des fées von Adolphe Adam in Paris.
- 08. Dezember: Die Oper Luisa Miller von Giuseppe Verdi mit dem Libretto von Salvatore Cammarano nach dem Trauerspiel Kabale und Liebe von Friedrich Schiller wird am Teatro San Carlo in Neapel uraufgeführt.
- 24. Dezember: Uraufführung der Oper Le fanal von Adolphe Adam in Paris

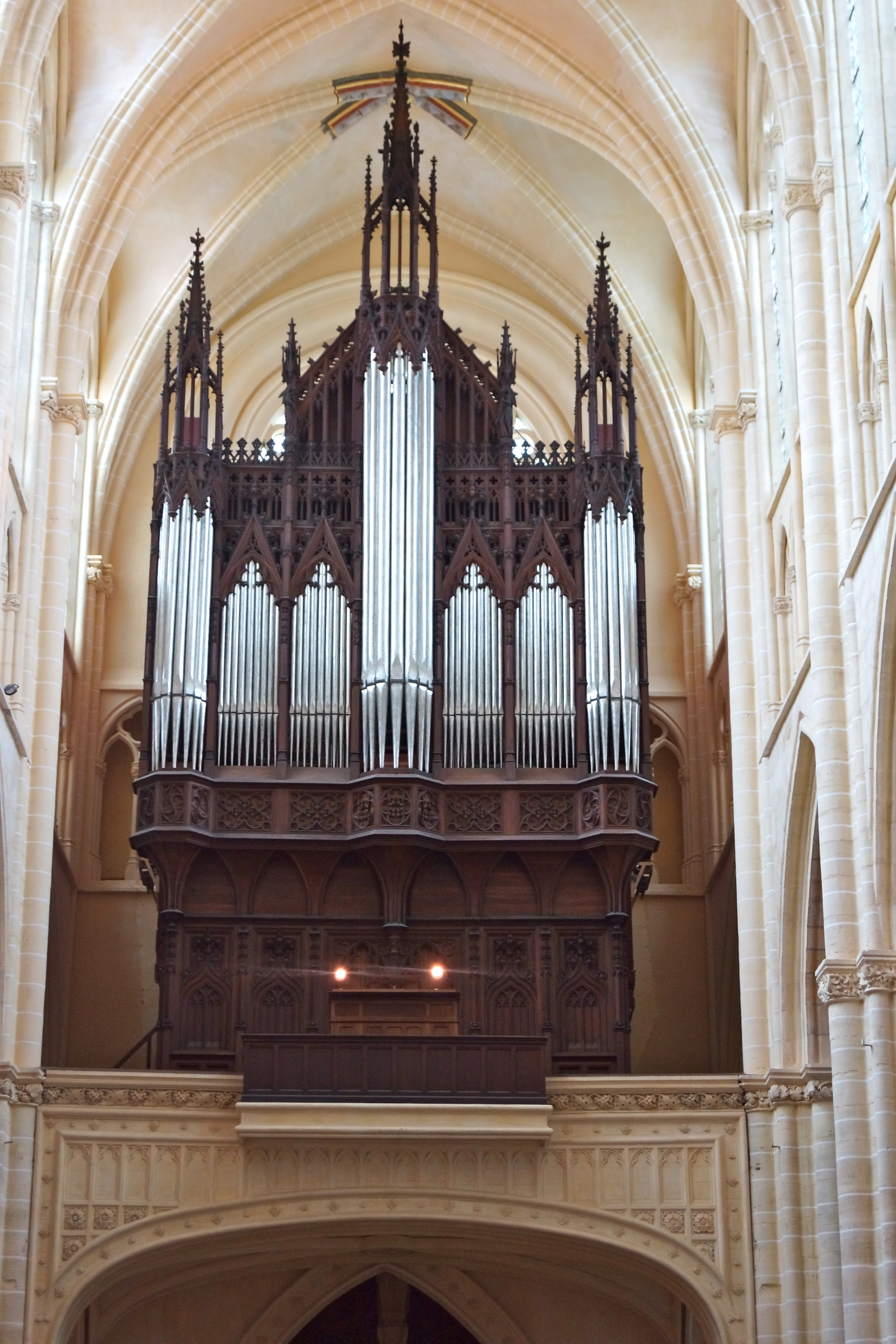
Blick auf die Orgel der Kathedrale von Chalons-sur-Marne

## Weitere Werke
- Albert Lortzing: Rolands Knappen (Oper)
- François Bazin : La Nuit de la Saint-Sylvestre (Oper)
- Giuseppe Lillo: Caterina Howard (Oper)
- Franz Lachner:  Benvenuto Cellini (Oper)

## Musikinstrumente
- Der englische Orgelbauer John Abbey beendet den 1844 begonnenen Bau der Kathedrale von Reims und den 1847 begonnenen Bau der Orgel der Kathedrale von Chalons-sur Marne, die als sein Meisterwerk angesehen wird.

## Geboren

### Geburtsdatum gesichert
- 21. Januar: Józef Szczepkowski, polnischer Opernsänger († 1909)
- 14. Februar: Anton Schittenhelm, österreichischer Opernsänger († 1923)
- 02. März: Anton Krettner, deutscher Komponist und Bürgermeister von Bad Tölz († 1899)
- 11. März: Leonhard Emil Bach, deutscher Pianist, Komponist und Musikpädagoge († 1902)
- 20. März: Henri Dallier, französischer Komponist und Organist († 1934)
- 30. März: Karl Armbrust, deutscher Organist und Komponist († 1896)
- 15. Mai: Laurits Christian Tørsleff, dänischer Sänger und Gesangspädagoge († 1914)
- 25. Mai: Tom Wiggins, US-amerikanischer Musiker und Komponist († 1908)

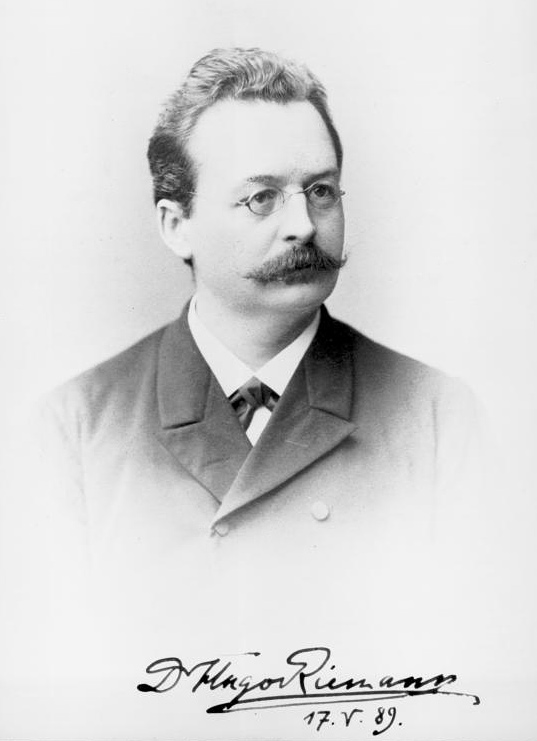
Hugo Riemann; * 18. Juli

- 18. Juli: Hugo Riemann, deutscher Musiktheoretiker, Musikhistoriker und Musikpädagoge († 1919)
- 23. Juli: Géza Zichy, ungarischer Pianist und Komponist († 1924)
- 29. Juli: Franz Fischer, deutscher Dirigent und Cellist († 1918)
- 15. August: Charles Labelle, kanadischer Komponist, Chorleiter, Dirigent und Musikpädagoge († 1903)
- 18. August: Benjamin Godard, französischer Komponist († 1895)
- 08. September: Gustav Schreck, deutscher Musiklehrer, Komponist und Chorleiter († 1918)
- 17. September: Václav Juda Novotný, tschechischer Komponist, Musikschriftsteller und Musikkritiker († 1922)
- 00. September: Cesare Dall’Olio, italienischer Komponist und Musikpädagoge († 1906)
- 16. Oktober: Arnold Krug, deutscher Komponist († 1904)
- 20. November: Eugen Hildach, deutscher Sänger, Gesangslehrer und Komponist († 1924)
- 03. Dezember: Emilie Lasserre, Schweizer Feministin und Komponistin († 1927)
- 04. Dezember: Ernesto Köhler, italienischer Flötist und Komponist († 1907)

### Genaues Geburtsdatum unbekannt
- Henderson Chatmon, US-amerikanischer Blues-Musiker († 1934)
- Aurel Eisenkolb, rumäniendeutscher Komponist († 1918)
- Wenzel Josef Heller, böhmischer Komponist, Kirchenmusiker, Militärkapellmeister und Chorleiter († 1914)
- Franciszek Słomkowski, polnischer Geiger, Dirigent, Musikpädagoge und Komponist († 1924)

## Gestorben

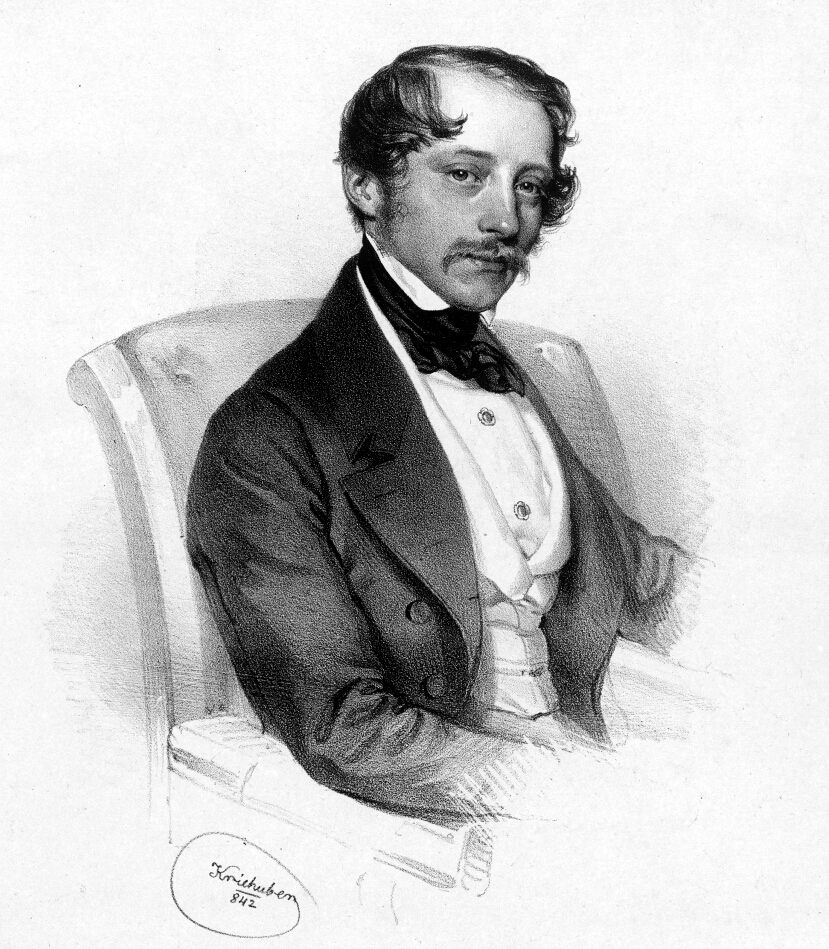
Otto Nicolai; † 11. Mai

- 25. Januar: Elias Parish Alvars, englischer Harfenist und Komponist (* 1808)
- 18. Februar: Valentin Lechner, österreichischer Komponist, Organist und Verwaltungsbeamter (* 1777)
- 19. März: Franz Xaver Niemetschek, tschechischer Philosoph, Lehrer und Musikkritiker (* 1766)
- 15. April: Thomas Carr, US-amerikanischer Musikverleger, Komponist und Organist (* 1780)
- 11. Mai: Otto Nicolai, deutscher Komponist (* 1810)

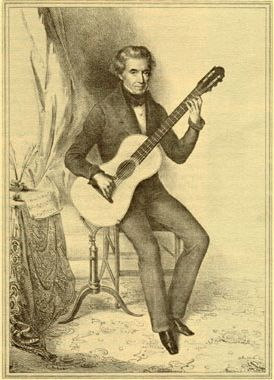
Dionisio Aguado; † 29. Dezember

- 20. Mai: Michael Traugott Pfeiffer, deutsch-schweizerischer Musikpädagoge (* 1771)
- 12. Juni: Angelica Catalani, italienische Opernsängerin (* 1780)
- 17. Juli: Alojz Ipavec, slowenischer Komponist (* 1815)
- 26. August: Marianna Clara Auernhammer, österreichische Sängerin, Pianistin und Komponistin (* 1786)
- 26. August: Jacques Féréol Mazas, französischer Violinist und Violinpädagoge (* 1782)
- 25. September: Johann Strauss (Vater), österreichischer Komponist (* 1804)
- 17. Oktober: Frédéric Chopin, polnischer Komponist (* 1810)
- 15. November: Juan Bautista Carreño, venezolanischer Komponist und Organist (* 1802)
- 14. Dezember: Conradin Kreutzer, deutscher Komponist (* 1780)
- 25. Dezember: Georg Knoop, deutscher Violoncellist (* 1797)
- 29. Dezember: Dionisio Aguado, spanischer Gitarrist und Komponist (* 1784)